# 이슈트반 5세

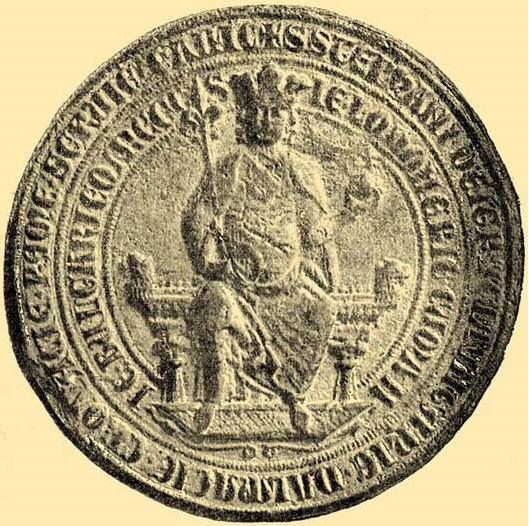
이슈트반 5세의 왕실 직인

이슈트반 5세(헝가리어: V. István, 슬로바키아어: Štefan V. 슈테판 5세, 크로아티아어: Stjepan V. 스체판 5세, 1239년 10월 18일 이전 ~ 1272년 8월 6일)는 헝가리와 크로아티아의 국왕(재위: 1270년 ~ 1272년)이다. 아르파드 왕조 출신이다.

## 생애
벨러 4세와 그의 아내인 마리아 라스칼리나(비잔티움 제국의 황제였던 테오도루스 1세의 딸)의 장남으로 태어났다. 1241년 4월 11일에 일어난 모히 전투에서 헝가리는 몽골 제국의 거센 공격을 막지 못하고 패전하고 만다. 이슈트반은 자신의 가족들과 함께 아드리아해 연안에 위치한 트로기르로 피신했다. 1242년 3월 몽골 제국이 헝가리에서 철수하면서 헝가리로 귀환했다.
1257년 트란실바니아 공작으로 임명되었고 1258년에는 슈타이어마르크 공작으로 임명되었다. 1259년 이슈트반에 부정적인 시각을 갖고 있던 슈타이어마르크의 영주들이 보헤미아의 오타카르 2세를 지지하는 반란을 일으켰다. 헝가리의 벨러와 이슈트반은 이에 대한 보복으로 보헤미아를 침공했지만 1260년 7월 크레센브룬(Kressenbrunn) 전투에서 보헤미아-오스트리아 연합군에게 패전하고 만다. 1261년 3월 31일 빈에서 체결된 헝가리와 보헤미아 간의 평화 조약에 따라 헝가리는 슈타이어마르크의 지배권을 보헤미아에 양도했다.
1260년 8월 20일을 기해 트란실바니아의 공작으로 복귀한 이슈트반은 1261년 아버지와 함께 불가리아 비딘을 침공하고 롬을 포위했다. 불가리아의 차르였던 콘스탄틴 아센 1세가 이 곳을 탈환하면서 이슈트반은 1261년 말에 불가리아에서 군대를 철수하게 된다.
1260년대 초반부터 이슈트반은 자신의 아버지였던 벨러 4세와 갈등을 빚었다. 특히 이슈트반은 보헤미아에 빼앗긴 슈타이어마르크를 대체할 영지를 요구하면서 벨러와 대립 관계에 있던 귀족들을 자기 편으로 끌어 들였다.
1262년 가을에는 에스테르곰 대주교였던 퓔뢰프(Fülöp), 컬로처 대주교였던 스머러그드(Smaragd)가 두 사람을 중재했다. 1262년 11월 25일경 포조니(Pozsony, 현재의 슬로바키아 브라티슬라바)에서 체결된 평화 조약에 따라 이슈트반은 도나우강 동안 지역을 자신의 영지로 편입시켰고 "청년왕"이라는 칭호를 받게 된다.
1270년 5월 3일에 사망한 벨러의 뒤를 이어 헝가리의 국왕으로 즉위했다. 1271년 4월에는 보헤미아의 오타카르 2세가 헝가리를 침공하면서 이슈트반 5세는 큰 위기를 맞았지만 1271년 5월 21일 라브처 강(Rábca) 유역에서 일어난 전투에서 결정적인 승리를 기록했다. 이를 계기로 오타카르 2세는 헝가리에서 군대를 철수했다. 1271년 7월 2일에는 보헤미아의 오타카르 2세, 헝가리의 이슈트반 5세가 포조니에서 평화 조약을 체결했다.
1272년 여름에는 슬라보니아의 영주였던 구트켈레드 요어킴(Gutkeled Joakim)이 이슈트반의 아들이자 왕위 계승권자였던 라슬로(László), 이슈트반의 아내이자 라슬로의 어머니였던 에르제베트(Erzsébet)를 납치하는 사건이 발생했다. 이슈트반은 라슬로를 구출하기 위해 군대를 소집하고 요새를 포위했지만 실패하고 만다. 1272년 8월 6일에 사망했으며 그의 왕위는 라슬로 4세가 승계받았다.